# پژو ۳۰۰۸
پژو ۳۰۰۸ یک خودرو از نوع کامپکت اس‌یووی می‌باشد که توسط شرکت خودروسازی فرانسوی پژو در ماه مه سال ۲۰۰۸ پرده برداری شد. کانسپت این خودرو ابتدا در سال ۲۰۰۸ در نمایشگاه خودروی پاریس با نام پژو پرولوگ (Prologue) معرفی شد و سپس پژو ۳۰۰۸ برای نخستین بار در شهر دوبروونیک کشور کرواسی به نمایش عموم درآمد و تولید آن در آوریل ۲۰۰۹ آغاز شد.
نسل اول این خودرو از سال ۲۰۰۹ تا ۲۰۱۳ در فرانسه و چین با مشخصات و ظاهر یکسان تولید شد. پژو درحالی از نسل دوم آن در سال ۲۰۱۶ رونمایی کرد که تغییرات اعمال شده بر روی این خودرو در بازار چین بسیار متفاوت از بازارهای جهانی بود. آنچه در بازار چین به عنوان پژو ۳۰۰۸ نسل دوم معرفی شد، تنها یک فیس لیفت بر روی نمای جلوی خودرو به همراه تغییراتی اندک در موتورها و تکنولوژی‌های این خودرو بود. در مقابل، در اروپا یک خودروی کاملاً متفاوت از نظر پلت فرم، کلاس بدنه، سایز، کارایی، چهره، تکنولوژی و امکانات به عنوان پژو ۳۰۰۸ نسل دوم معرفی شد. با فاصلهٔ زمانی بسیار اندک، همین خودرو در بازار چین با عنوان پژو ۴۰۰۸ جدید معرفی و تولید شد. پژو ۳۰۰۸ جدید از ژانویه ۲۰۱۷ وارد بازارهای هدف شد.

## نسل اول (۲۰۰۹–۲۰۱۷)
این خودرو، یک خودرو از نوع کامپکت اس‌یووی می‌باشد که توسط شرکت خودروسازی فرانسوی پژو در ماه مه سال ۲۰۰۸ پرده برداری شد. کانسپت این خودرو ابتدا در سال ۲۰۰۸ در نمایشگاه خودروی پاریس با نام پژو پرولوگ (Prologue) معرفی شد و سپس پژو ۳۰۰۸ نسل اول، برای نخستین بار در شهر دوبروونیک کشور کرواسی به نمایش عموم درآمد و تولید آن در آوریل ۲۰۰۹ آغاز شد. نسل اول این خودرو از سال ۲۰۰۹ تا ۲۰۱۳ در فرانسه و از سال ۲۰۱۲ تا ۲۰۱۳ در چین با مشخصات و ظاهر یکسان تولید شد.
پژو ۳۰۰۸ نسل اول دارای عنوان Origine France Garantie نیز بود.

### فیس لیفت
در سال ۲۰۱۳ یک فیس لیفت بر روی پژو ۳۰۰۸ اجرا شد و از آن در سپتامبر همان سال در نمایشگاه خودروی فرانکفورت رونمایی شد و از این سال تا سال ۲۰۱۶ تحت عنوان فاز دو تولید گشت. در این فاز، علاوه بر تغییرات انجام شده در چهره خودرو، تکنولوژی‌ها و موتورهای جدید نیز برای آن معرفی شدند. از جمله این تکنولوژی‌ها، فناوری هد آپ دیسپلی و تکنولوژی HYbrid4 پژو بود که برای اولین بار بر روی این خودرو ارائه شد.
فیس لیفت انجام شده بر روی این خودرو در بازار چین متفاوت از فیس لیفت اصلی پژو بود.

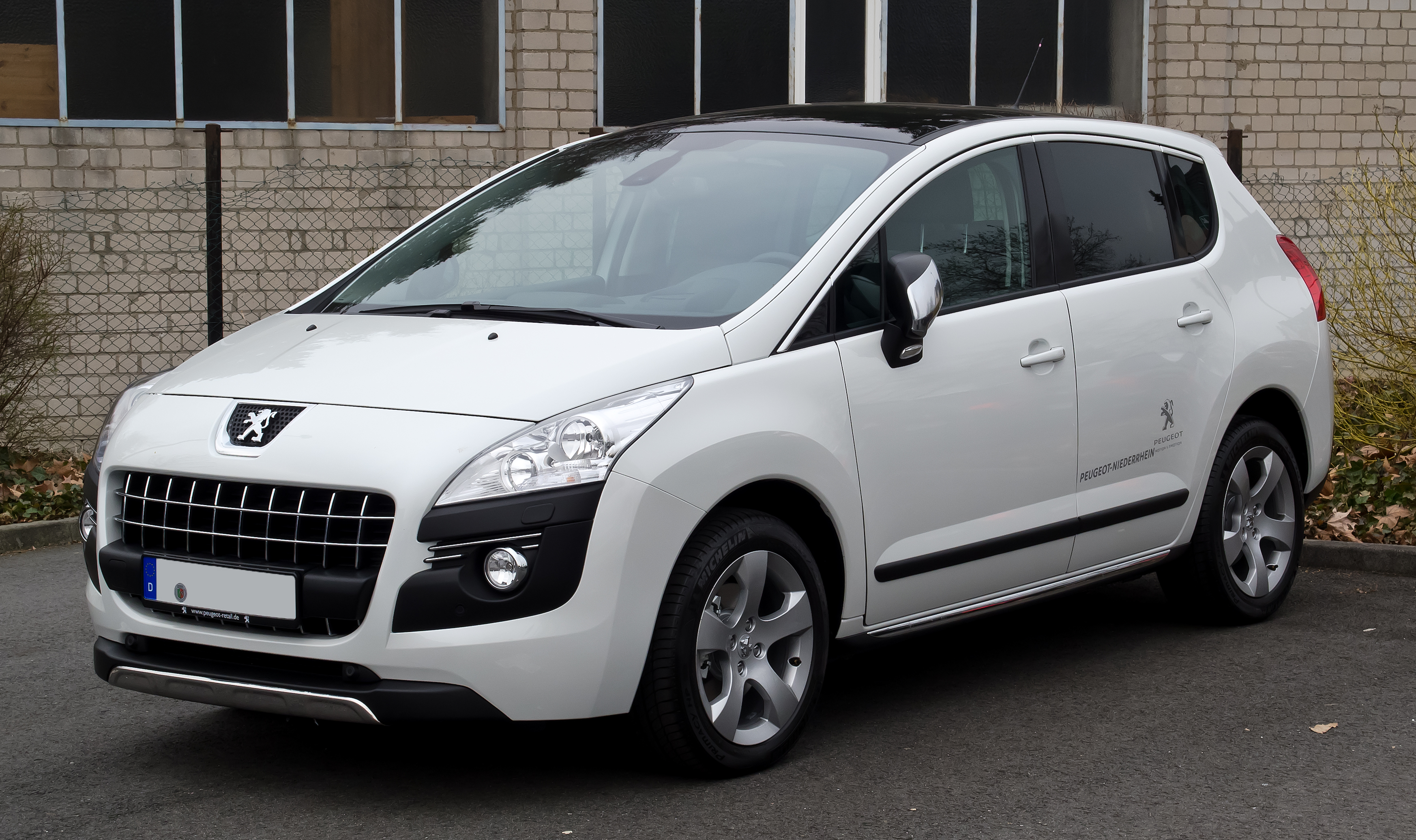
پژو ۳۰۰۸ نسل اول، فاز اول نمای جلو
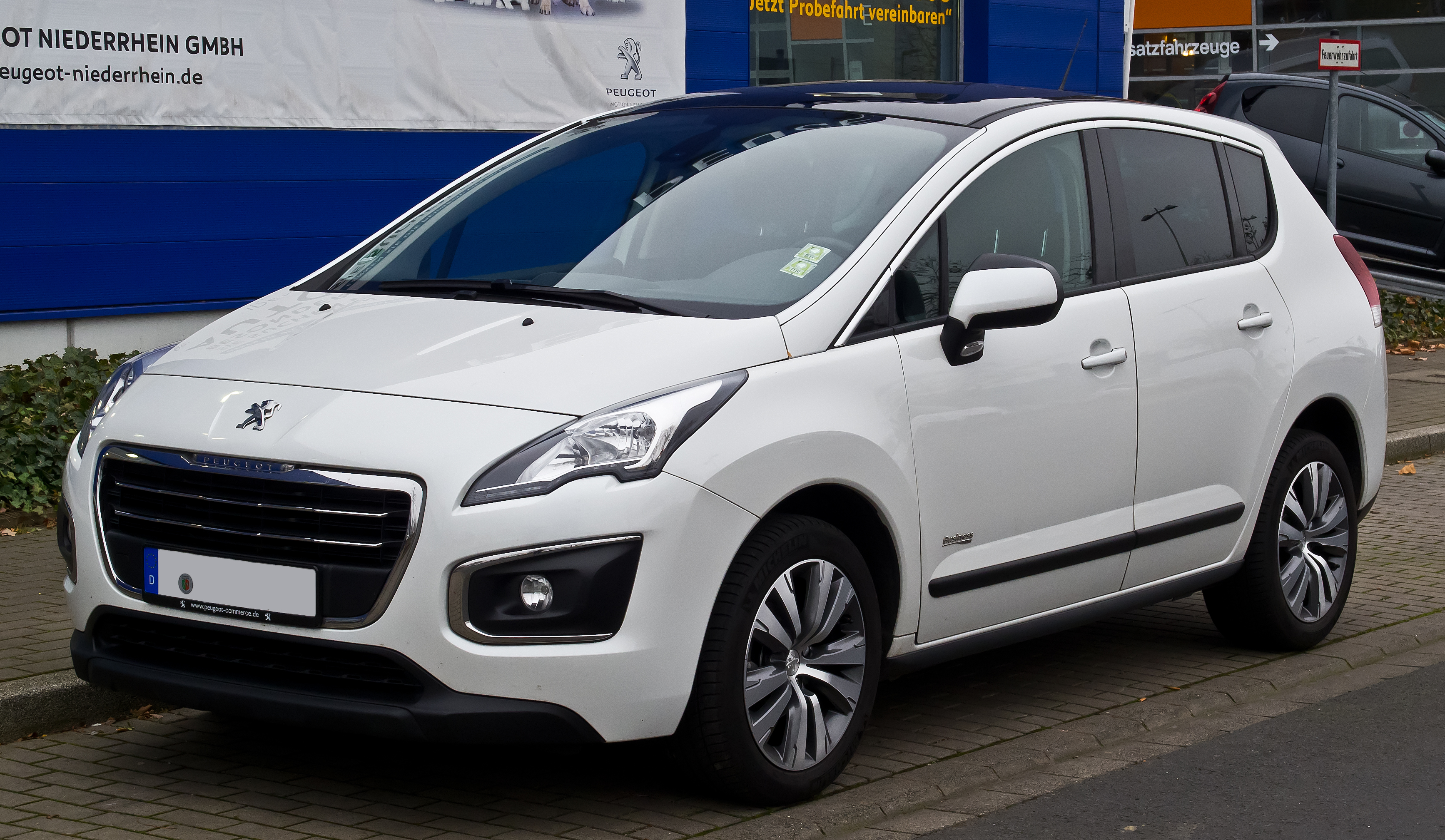
پژو ۳۰۰۸ نسل اول، فاز دوم نمای جلو
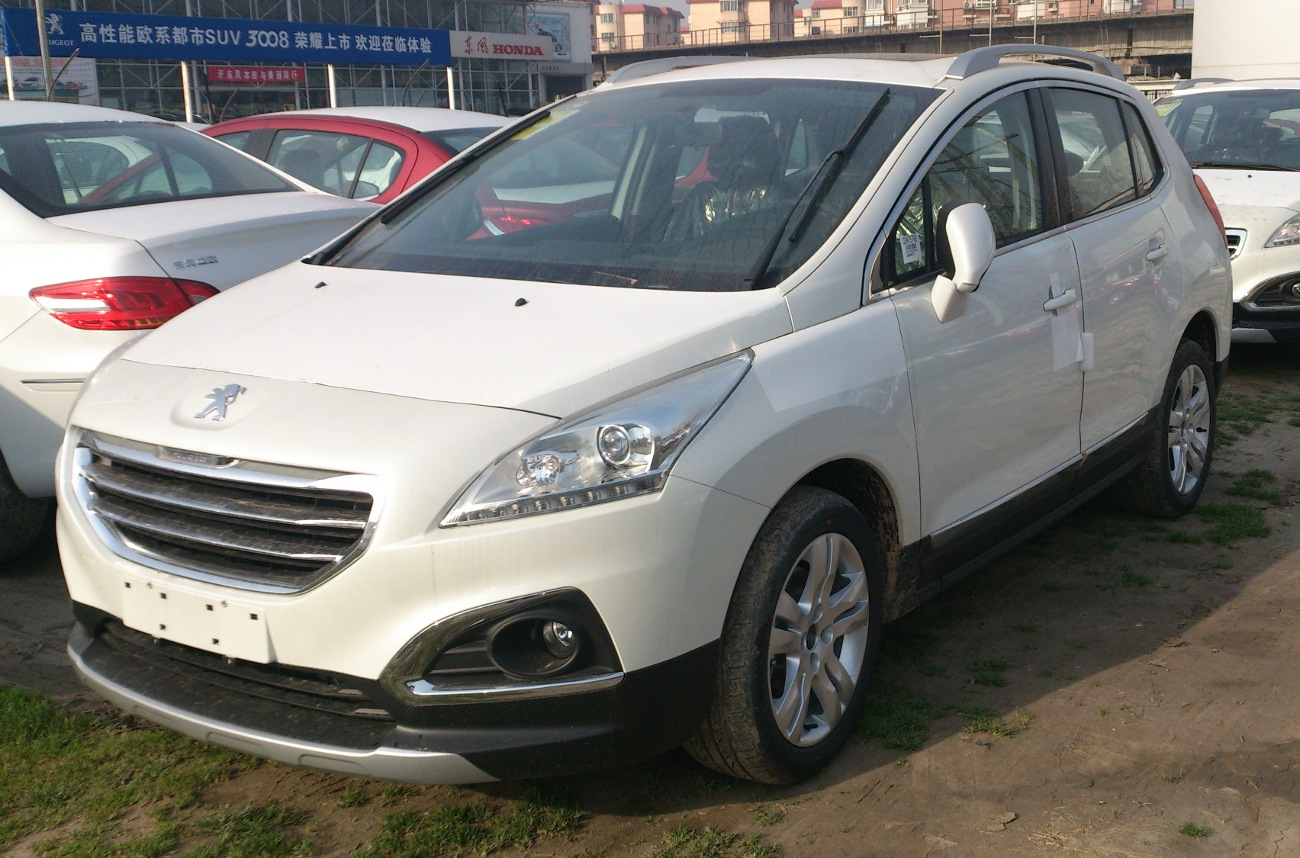
پژو ۳۰۰۸ نسل اول، فاز دوم (فیس لیفت مخصوص بازار چین) نمای جلو
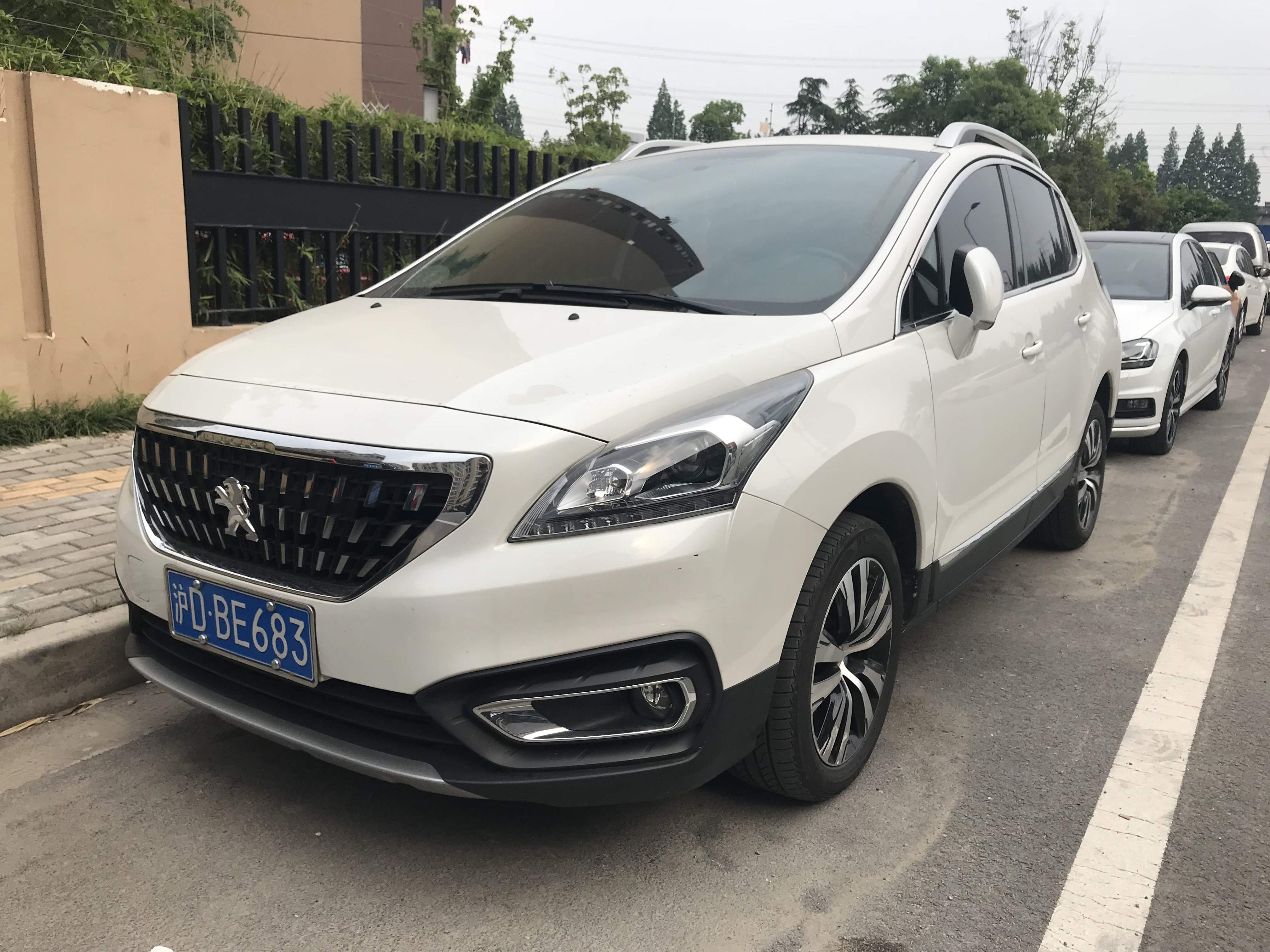
پژو ۳۰۰۸ نسل اول، فاز سوم (فیس لیفت مخصوص بازار چین) نمای جلو

### افتخارات
در ژانویه سال ۲۰۱۰ مجله انگلیسی زبان تخصصی خودرو به نام وات کار what car پژو ۳۰۰۸ را خودرو برتر سال معرفی کرد. پژو ۳۰۰۸ توسط بنیاد ایرلندی سمپریت که هر ساله خودرویی را به عنوان خودرو برتر معرفی می‌کند، به عنوان خودرو برتر سال ۲۰۱۰ معرفی شد. همچنین در مارس سال ۲۰۱۱، جایزهٔ بهترین خودرو وارداتی چین را نیز از آن خود کرد.

### ایمنی
پژو ۳۰۰۸ نسل اول در سال ۲۰۰۹ توسط مؤسسه یورو ان‌سی‌ای‌پی مورد تست تصادف قرار گرفت و توانست ۵ ستاره از ۵ ستاره ایمنی در تصادفات را کسب کند که شامل ۸۶٪ ایمنی برای سرنشینان، ۸۱٪ ایمنی کودکان، ۳۱٪ عابرین پیاده و ۹۷٪ در بخش ایمنی خودرو قبل از تصادف می‌شود.
| نتایج تست سال ۲۰۰۹                          |     |
| امتیاز مجموع کسب شده از مؤسسه یورو ان‌سی‌ای‌پی |     |
| حفاظت از سرنشینان                           | ۸۶٪ |
| ایمنی کودک                                  | ۸۱٪ |
| حفاظت از عابر پیاده                         | ۳۱٪ |
| ایمنی فعال                                  | ۹۷٪ |

### سیستم تعلیق
سیستم تعلیق این خودرو در مجموع، شامل سیستم مک فرسون در چرخ‌های جلو و اکسل عقب با میله‌های پیچشی می‌شود. همچنین این خودرو از سیستم کنترل غلتش پویا بر روی اکسل عقب بهره می‌برد. این سیستم بدون آنکه در راحتی سیستم تعلیق خودرو خللی ایجاد کند، باعث کاهش غلتش خودرو حول محور راستای حرکت خودرو می‌گردد. همچنین جعبه فرمان متغیر این خودرو که به یک پمپ هیدرولیک ۷۱۰ واتی مجهز است، قدرت مانور بالایی به خودرو می‌دهد. دیسک‌های ترمز جلو نیز، قطری معادل ۳۰۲ میلی‌متر با ضخامت ۲۶ میلی‌متر داشته و از نوع خنک شونده می‌باشند.

### هیبرید
پژو ۳۰۰۸ اولین خودروی گروه پی‌اس‌ای بود که به تکنولوژی هیبرید دیزل مجهز شد. پژو ۳۰۰۸ HYbrid4 ابتدا در دسامبر سال ۲۰۱۱ در فرانسه به فروش رسید و در فوریه ۲۰۱۲ جهت فروش در سایر بازارها معرفی شد. این خودرو، اولین خودروی هیبرید تولید انبوه جهان به حساب می‌آید. پژو ۳۰۰۸ هیبرید، به یک موتور دیزل ۱۶۳ اسب بخاری بر روی چرخها جلو و یک موتور الکتریکی با باتری نیکل– هیدرید فلز و با قدرت ۳۷ کیلووات (۵۰ اسب بخار) بر روی چرخ‌های عقب مجهز بود. پی اس ای برای فروش ۳۳٫۰۰۰ دستگاه از این خودرو در سال در بازار اروپا برنامه‌ریزی کرد.
عملکرد این خودرو با استفاده از سلکتور تعبیه شده، بین چهار حالت قابل تغییر است:
- Auto: در این حالت، سیستم خودرو به صورت اتوماتیک شرایط عملکرد خودرو را تنظیم می‌کند.
- ZEV: مخفف عبارت Zero-emissions vehicle به معنای خودروی با آلایندگی صفر می‌باشد و در این حالت فقط موتور الکتریکی بر روی محور عقب فعال است.
- 4WD: حالت چهار چرخ متحرک که در آن هم‌زمان موتور دیزل بر روی محور جلو و موتور الکتریکی بر روی محور عقب عمل می‌کنند.
- Sport: حالت چهار چرخ متحرک که در آن موتور دیزل بر روی محور جلو و موتور الکتریکی بر روی محور با حداکثر توان عقب عمل می‌کنند.

### تعداد فروش
تنها در سه‌ماهه سوم سال ۲۰۱۰، تعداد ۱۰٫۴۸۴ دستگاه از این خودرو در سوشو فرانسه تولید شد که این خودرو را به عنوان سومین پژوی محبوب فرانسه بعد از پژو ۳۰۸ (با فروش ۱۲٫۸۸۴ دستگاه) و پژو ۲۰۷ (با فروش ۲۴٫۴۸۳ دستگاه) تبدیل می‌کند. تعداد فروش این خودرو بیش از انتظار و برنامه‌ریزی‌های پژو برای تولید آن بود. در سال ۲۰۱۴، تعداد ۳۷٫۹۷۰ دستگاه از این خودرو تنها در فرانسه به فروش رسید که ۴هزار دستگاه آن از مدل هیبرید بود.
| سال        | ۲۰۰۸ | ۲۰۰۹   | ۲۰۱۰    | ۲۰۱۱    | ۲۰۱۲    | ۲۰۱۳    | ۲۰۱۴    | ۲۰۱۵    | ۲۰۱۶    |
| تعداد فروش | ۴۰۰  | ۵۹٫۵۰۰ | ۱۲۹٫۶۰۰ | ۱۳۴٫۹۵۱ | ۱۰۸٫۲۶۳ | ۱۴۰٫۶۴۲ | ۱۵۳٫۵۹۸ | ۱۴۰٫۵۲۱ | ۱۳۴٫۷۶۷ |

### موتورها
| موتورهای بنزینی |                         |                                                    | | |            |                                                                               |           |              |                           |
| مدل موتور       | نوع موتور               | حجم موتور (cc)                                     | قدرت | گشتاور                                                                                                | شتاب ۰–۱۰۰ | نهایت سرعت                                                                    | گیربکس    | آلایندگی CO2 | سال تولید                 |
| EB2 DTS         | خطی ۳ سیلندر توربو      | ۱٬۱۹۹ سانتی‌متر مکعب (۷۳٫۲ اینچ مکعب)               | ۱۳۰ اسب بخار متری (۹۶ کیلووات؛ ۱۲۸ اسب بخار) در ۵۵۰۰ rpm                                                                   | ۲۳۰ نیوتن متر (۱۷۰ پوند نیرو-فوت) در ۱۷۵۰ rpm                                                         | ۱۰٫۸       | ۱۹۵ کیلومتر بر ساعت (۱۲۱ مایل بر ساعت)                                        | BVM6      | ۱۲۳ g/km     | از ۲۰۱۵ تا ۲۰۱۷           |
| EP6             | خطی ۴ سیلندر            | ۱٬۵۹۸ سانتی‌متر مکعب (۹۷٫۵ اینچ مکعب)               | ۱۲۰ اسب بخار متری (۸۸ کیلووات؛ ۱۱۸ اسب بخار) در ۶۰۰۰ rpm                                                                   | ۱۶۰ نیوتن متر (۱۱۸ پوند نیرو-فوت) در ۴۲۵۰ rpm                                                         | ۱۱٫۸       | ۱۸۵ کیلومتر بر ساعت (۱۱۵ مایل بر ساعت)                                        | BVM5      | ۱۵۹ g/km     | از ۲۰۰۹ تا ۲۰۱۵           |
| EP6 CDT         | خطی ۴ سیلندر توربو      | ۱٬۵۹۸ سانتی‌متر مکعب (۹۷٫۵ اینچ مکعب)               | ۱۵۶ اسب بخار متری (۱۱۵ کیلووات؛ ۱۵۴ اسب بخار) در ۵۸۰۰ rpm                                                                  | ۲۴۰ نیوتن متر (۱۷۷ پوند نیرو-فوت) در ۱۴۰۰ rpm                                                         | ۸٫۹/۹٫۵    | ۲۰۲ کیلومتر بر ساعت (۱۲۶ مایل بر ساعت)                                        | BVM6/AT6  | ۱۶۷/۱۶۹ g/km | از ۲۰۰۹ تا ۲۰۱۵           |
| EP6 FDT         | خطی ۴ سیلندر توربو      | ۱٬۵۹۸ سانتی‌متر مکعب (۹۷٫۵ اینچ مکعب)               | ۱۶۵ اسب بخار متری (۱۲۱ کیلووات؛ ۱۶۳ اسب بخار) در ۶۰۰۰ rpm                                                                  | ۲۴۰ نیوتن متر (۱۷۷ پوند نیرو-فوت) در ۱۴۰۰ rpm                                                         | ۹٫۶        | ۱۹۶ کیلومتر بر ساعت (۱۲۲ مایل بر ساعت)                                        | EAT6      | ۱۳۸ g/km     | از ۲۰۱۵ تا ۲۰۱۷           |
| EW10 A          | خطی ۴ سیلندر            | ۱٬۹۹۷ سانتی‌متر مکعب (۱۲۱٫۹ اینچ مکعب)              | ۱۴۷ اسب بخار متری (۱۰۸ کیلووات؛ ۱۴۵ اسب بخار) در ۶۰۰۰ rpm                                                                  | ۲۰۰ نیوتن متر (۱۴۸ پوند نیرو-فوت) در ۴۰۰۰ rpm                                                         | نامشخص     | ۲۰۰ کیلومتر بر ساعت (۱۲۴ مایل بر ساعت)                                        | BVM6      | نامشخص       | از ۲۰۰۹ (مخصوص بازار چین) |
| موتورهای دیزلی  |                         |                                                    | | |            |                                                                               |           |              | از ۲۰۰۹ (مخصوص بازار چین) |
| DV6 TED4        | ۴ سیلندر خطی توربو دیزل | ۱٬۵۶۰ سانتی‌متر مکعب (۹۵ اینچ مکعب)                 | ۱۰۹ اسب بخار متری (۸۰ کیلووات؛ ۱۰۸ اسب بخار) در ۴۰۰۰ rpm                                                                   | ۲۴۰ نیوتن متر (۱۷۷ پوند نیرو-فوت) در ۱۵۰۰ rpm                                                         | ۱۲٫۲       | ۱۸۰ کیلومتر بر ساعت (۱۱۲ مایل بر ساعت)                                        | BVM6/ETG6 | ۱۳۰/۱۳۷ g/km | از ۲۰۰۹ تا ۲۰۱۰           |
| DV6 CTED        | ۴ سیلندر خطی توربو دیزل | ۱٬۵۶۰ سانتی‌متر مکعب (۹۵ اینچ مکعب)                 | ۱۱۵ اسب بخار متری (۸۵ کیلووات؛ ۱۱۳ اسب بخار) در ۴۰۰۰ rpm                                                                   | ۲۷۰ نیوتن متر (۱۹۹ پوند نیرو-فوت) در ۱۵۰۰ rpm                                                         | ۱۲٫۲/۱۲٫۶  | ۱۸۳ کیلومتر بر ساعت (۱۱۴ مایل بر ساعت)/۱۸۱ کیلومتر بر ساعت (۱۱۲ مایل بر ساعت) | BVM6/ETG6 | ۱۱۰/۱۳۵ g/km | از ۲۰۱۰ تا ۲۰۱۵           |
| DV6 FCTED       | ۴ سیلندر خطی توربو دیزل | ۱٬۵۶۰ سانتی‌متر مکعب (۹۵ اینچ مکعب)                 | ۱۲۰ اسب بخار متری (۸۸ کیلووات؛ ۱۱۸ اسب بخار) در ۳۵۰۰ rpm                                                                   | ۳۰۰ نیوتن متر (۲۲۱ پوند نیرو-فوت) در ۱۷۵۰ rpm                                                         | ۱۲/۱۲٫۴    | ۱۸۳ کیلومتر بر ساعت (۱۱۴ مایل بر ساعت)/۱۸۱ کیلومتر بر ساعت (۱۱۲ مایل بر ساعت) | BVM6/ETG6 | ۱۰۸/۱۰۹ g/km | از ۲۰۱۵ تا ۲۰۱۷           |
| DW10 BTED4      | ۴ سیلندر خطی توربو دیزل | ۱٬۹۹۷ سانتی‌متر مکعب (۱۲۱٫۹ اینچ مکعب)              | ۱۳۶ اسب بخار متری (۱۰۰ کیلووات؛ ۱۳۴ اسب بخار) در ۴۰۰۰ rpm                                                                  | ۳۴۰ نیوتن متر (۲۵۱ پوند نیرو-فوت) در ۲۰۰۰ rpm                                                         | ۹٫۷        | ۱۹۵ کیلومتر بر ساعت (۱۲۱ مایل بر ساعت)                                        | BVM6      | ۱۳۹ g/km     | از ۲۰۰۹ تا ۲۰۱۵           |
| DW10 DTED4      | ۴ سیلندر خطی توربو دیزل | ۱٬۹۹۷ سانتی‌متر مکعب (۱۲۱٫۹ اینچ مکعب)              | ۱۵۰ اسب بخار متری (۱۱۰ کیلووات؛ ۱۴۸ اسب بخار) در ۴۰۰۰ rpm                                                                  | ۳۴۰ نیوتن متر (۲۵۱ پوند نیرو-فوت) در ۲۰۰۰ rpm                                                         | ۹٫۷        | ۱۹۵ کیلومتر بر ساعت (۱۲۱ مایل بر ساعت)                                        | BVM6      | ۱۴۲ g/km     | ۲۰۰۹                      |
| DW10 FDTED4     | ۴ سیلندر خطی توربو دیزل | ۱٬۹۹۷ سانتی‌متر مکعب (۱۲۱٫۹ اینچ مکعب)              | ۱۵۰ اسب بخار متری (۱۱۰ کیلووات؛ ۱۴۸ اسب بخار) در ۴۰۰۰ rpm                                                                  | ۳۷۰ نیوتن متر (۲۷۳ پوند نیرو-فوت) در ۲۰۰۰ rpm                                                         | ۹٫۷        | ۱۹۵ کیلومتر بر ساعت (۱۲۱ مایل بر ساعت)                                        | BVM6      | ۱۰۹ g/km     | از ۲۰۱۵ تا ۲۰۱۷           |
| DW10 CTED4      | ۴ سیلندر خطی توربو دیزل | ۱٬۹۹۷ سانتی‌متر مکعب (۱۲۱٫۹ اینچ مکعب)              | ۱۶۳ اسب بخار متری (۱۲۰ کیلووات؛ ۱۶۱ اسب بخار) در ۳۷۵۰ rpm                                                                  | ۳۴۰ نیوتن متر (۲۵۱ پوند نیرو-فوت) در ۲۰۰۰ rpm                                                         | ۱۰٫۲       | ۱۹۰ کیلومتر بر ساعت (۱۱۸ مایل بر ساعت)                                        | EAT6      | ۱۶۹ g/km     | از ۲۰۱۰ تا ۲۰۱۵           |
| موتور هیبرید    |                         |                                                    | | |            |                                                                               |           |              |                           |
| HYbrid4         | هیبرید                  | ۱٬۹۹۷ سانتی‌متر مکعب (۱۲۱٫۹ اینچ مکعب) + موتور برقی | ۲۰۰ اسب بخار متری (۱۴۷ کیلووات؛ ۱۹۷ اسب بخار) در دور موتور ۳۷۵۰ + ۳۷ اسب بخار متری (۲۷ کیلووات؛ ۳۶ اسب بخار) از موتور برقی | ۴۵۰ نیوتن متر (۳۳۲ پوند نیرو-فوت) در دور موتور ۱۷۵۰ + ۲۰۰ نیوتن متر (۱۴۸ پوند نیرو-فوت) از موتور برقی | ۸٫۵        | ۲۱۰ کیلومتر بر ساعت (۱۳۰ مایل بر ساعت)                                        | ETG6      | ۹۱ g/km      | از ۲۰۱۱ تا ۲۰۱۷           |

## نسل دوم (۲۰۱۶-)
نسل دوم پژو ۳۰۰۸ در سپتامبر ۲۰۱۶ در نمایشگاه خودروی پاریس رونمایی شد. پژو درحالی از آن رونمایی کرد که تغییرات اعمال شده بر روی این خودرو در بازار چین بسیار متفاوت از بازارهای جهانی بود. آنچه در بازار چین به عنوان پژو ۳۰۰۸ نسل دوم معرفی شد، تنها یک فیس لیفت بر روی نمای جلوی خودرو به همراه تغییراتی اندک در موتورها و تکنولوژی‌های این خودرو بود. در مقابل، در اروپا یک خودروی کاملاً متفاوت از نظر پلت فرم، کلاس، بدنه، سایز، کارایی، چهره، تکنولوژی و امکانات به عنوان پژو ۳۰۰۸ نسل دوم معرفی شد. با فاصلهٔ زمانی بسیار اندک، همین خودرو در بازار چین با عنوان پژو ۴۰۰۸ جدید معرفی و تولید شد. پژو ۳۰۰۸ جدید از ژانویه ۲۰۱۷ وارد بازارهای هدف شد. از رقبای این خودرو در این کلاس می‌توان به فولکس‌واگن تیگوان، سیتروئن سی۴ ایرکراس، فورد کوگا، هیوندای توسان، کیا اسپورتیج، مزدا سی‌ایکس-۵، میتسوبیشی ای‌اس‌ایکس، نیسان قشقایی، رنو کاجار، سیات آتکا و تویوتا سی-اچ‌آر اشاره نمود؛ در حالیکه از حیث سطح تکنولوژی تجهیزات به کار رفته در آن، در سطح خودروهایی همچون آئودی کیو۳، ب‌ام‌و ایکس۱، مرسدس-بنز کلاس-جی‌ال‌ای و رنجروور ایواک می‌باشد.

### تاریخچه
پژو ۳۰۰۸ نسل اول، با وجود اینکه از نظر فیزیکی ناموفق به نظر می‌رسید، پیروزی‌هایی در زمینه تجاری داشت. در سال ۲۰۱۵ زمانی که نسل اول به اواخر عمر خود نزدیک می‌شد، هنوز بهترین فروش را در بین خودروهای کامپکت اس یو وی در فرانسه داشت (با در نظر نگرفتن داچیا داستر که بسیار ارزانتر بود). بنابراین برای جانشین این خودرو یعنی نسل دوم پژو ۳۰۰۸، با توجه به پویایی بازار خودروهای اس یو وی، هدف‌گذاری افزایش فروش انجام گرفت؛ بنابراین این خودرو توانست سرمایه‌گذاری قابل توجه مالی پژو را خصوصاً در بخش طراحی داشبورد و ادوات داخلی جذب کند. در واقع برند پژو مبلغ زیادی را برای طراحی این خودرو هزینه کرد چرا که بازار این خودرو شامل تمام نقاط اروپا، آسیا، آمریکای جنوبی و خاورمیانه را شامل خواهد شد. همچنین خودروی اوپل گراندلند ایکس که در سال ۲۰۱۷ از آن رونمایی گشت نیز بسیار نزدیک با این خودرو ساخته خواهد شد؛ هرچند دو خودرو از قطعات داخلی یا ظاهری یکسان بخوردار نیستند، اما بر روی یک خط تولید مشترک در سوشو و با قطعات فنی یکسان و بر روی یک پلت فرم تولید می‌شوند. همچنین از پایه طراحی و ساخت نسل دوم پژو ۳۰۰۸، در طراحی و تولید خودروهایی مانند دی‌اس۷ کراس‌بک و سیتروئن سی۵ ایرکراس نیز در سال‌های بعد استفاده خواهد شد.
نسل دوم پژو ۳۰۰۸ به عنوان یک پایه برای طراحی و ساخت خانواده‌ای از اس یو وی‌ها استفاده شد. پژو ۵۰۰۸ نسل دوم، یکی از این اس یو وی هاست که دارای قطعات مشترک فراوان با نسل دوم پژو ۳۰۰۸ بوده و یک اس یو وی ۷ نفره می‌باشد. از سویی از نظر ابعاد آنقدر بزرگ هست که به ابعاد یک مینی ون نزدیک است.

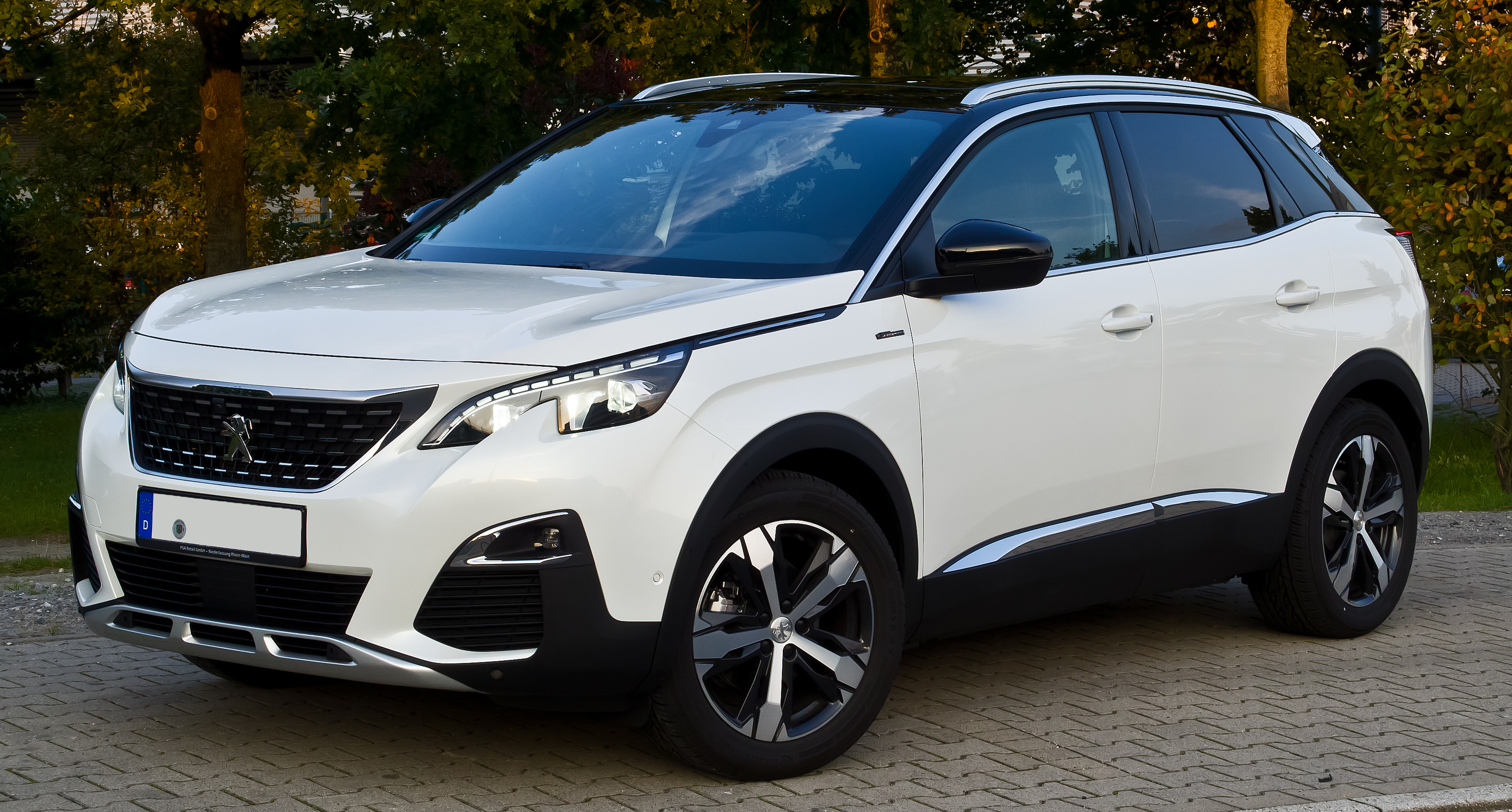
پژو ۳۰۰۸ نسل دوم
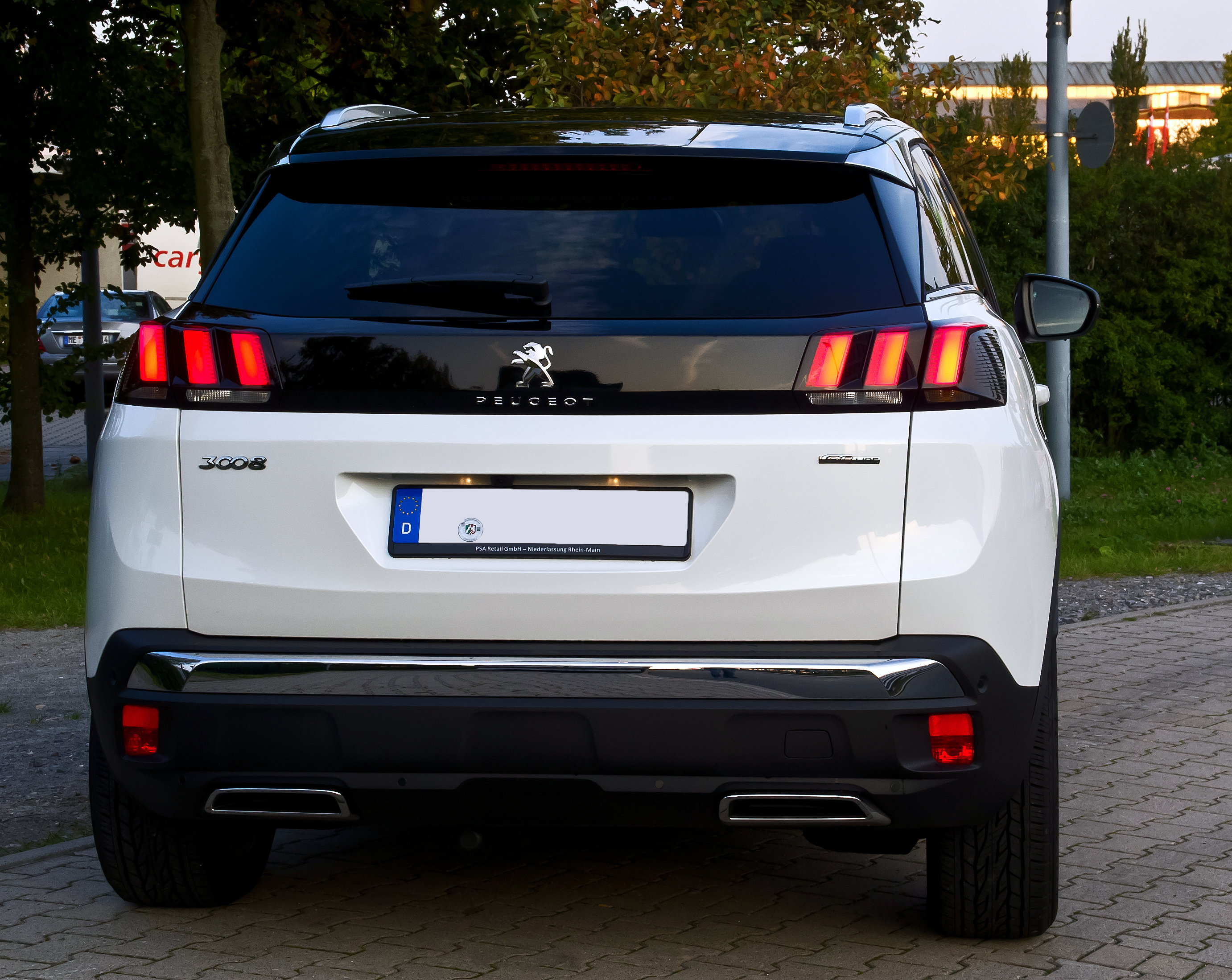
پژو ۳۰۰۸ نسل دوم، نمای پشت
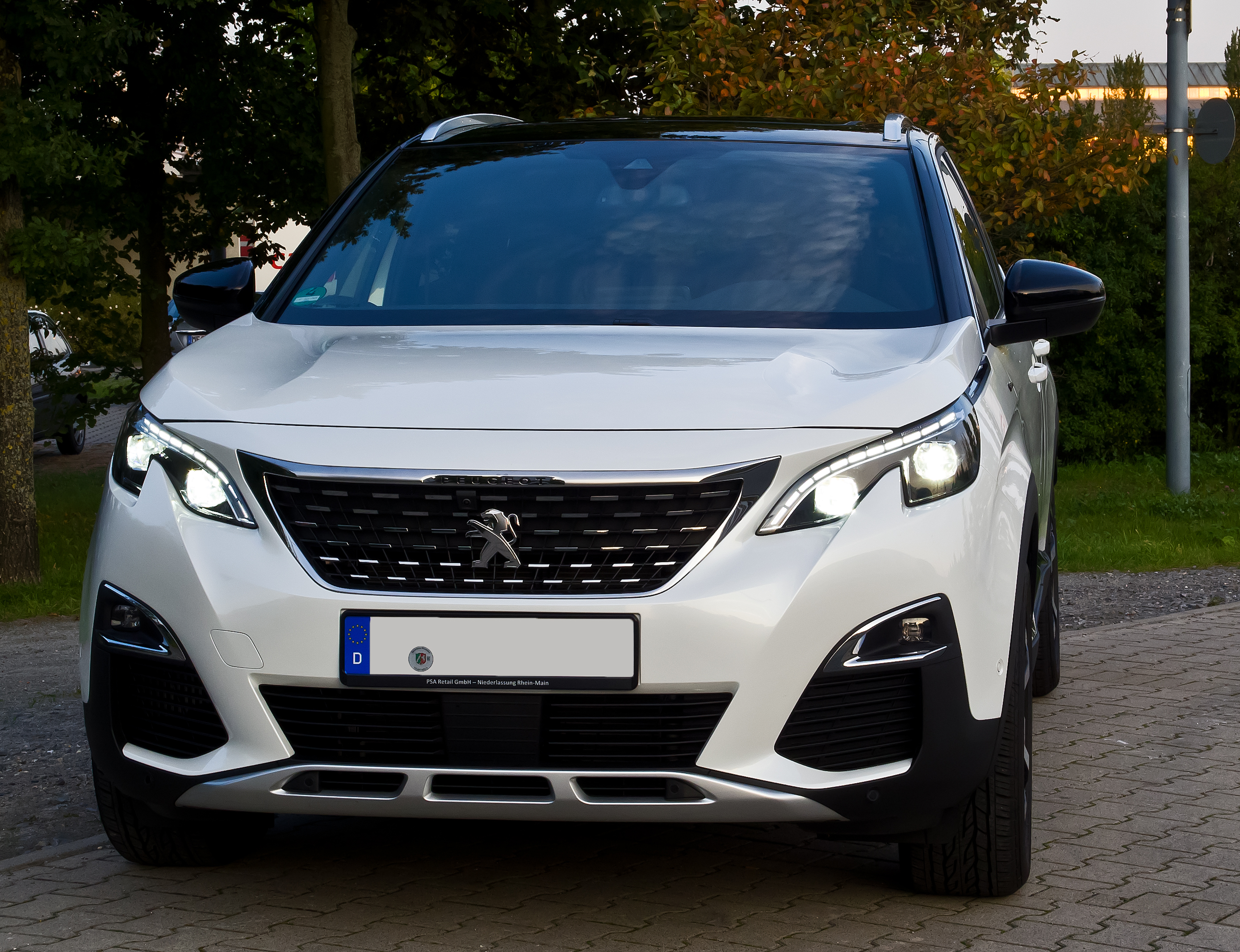
پژو ۳۰۰۸ نسل دوم، نمای جلو
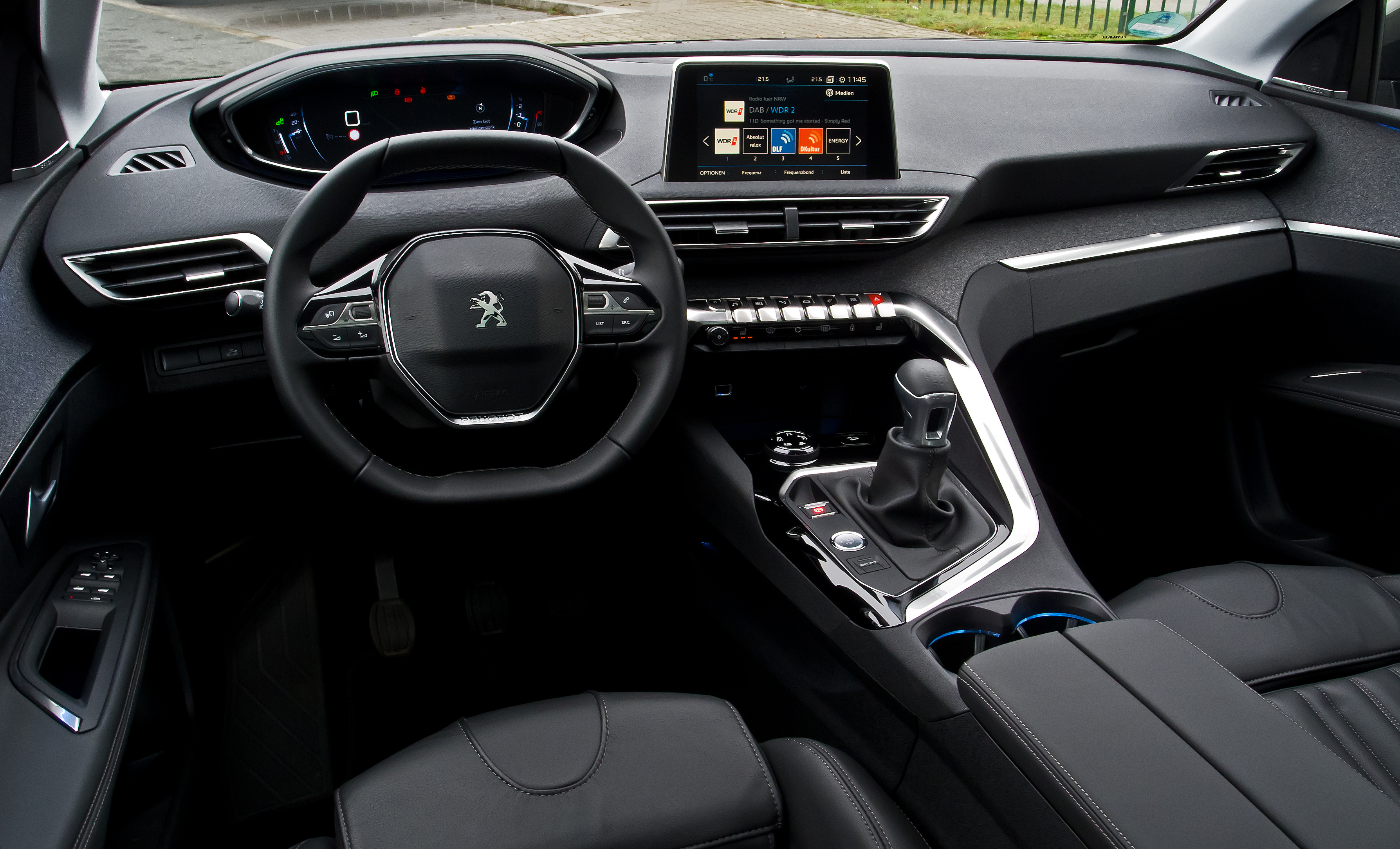
پژو ۳۰۰۸ نسل دوم، نمای داخل کابین
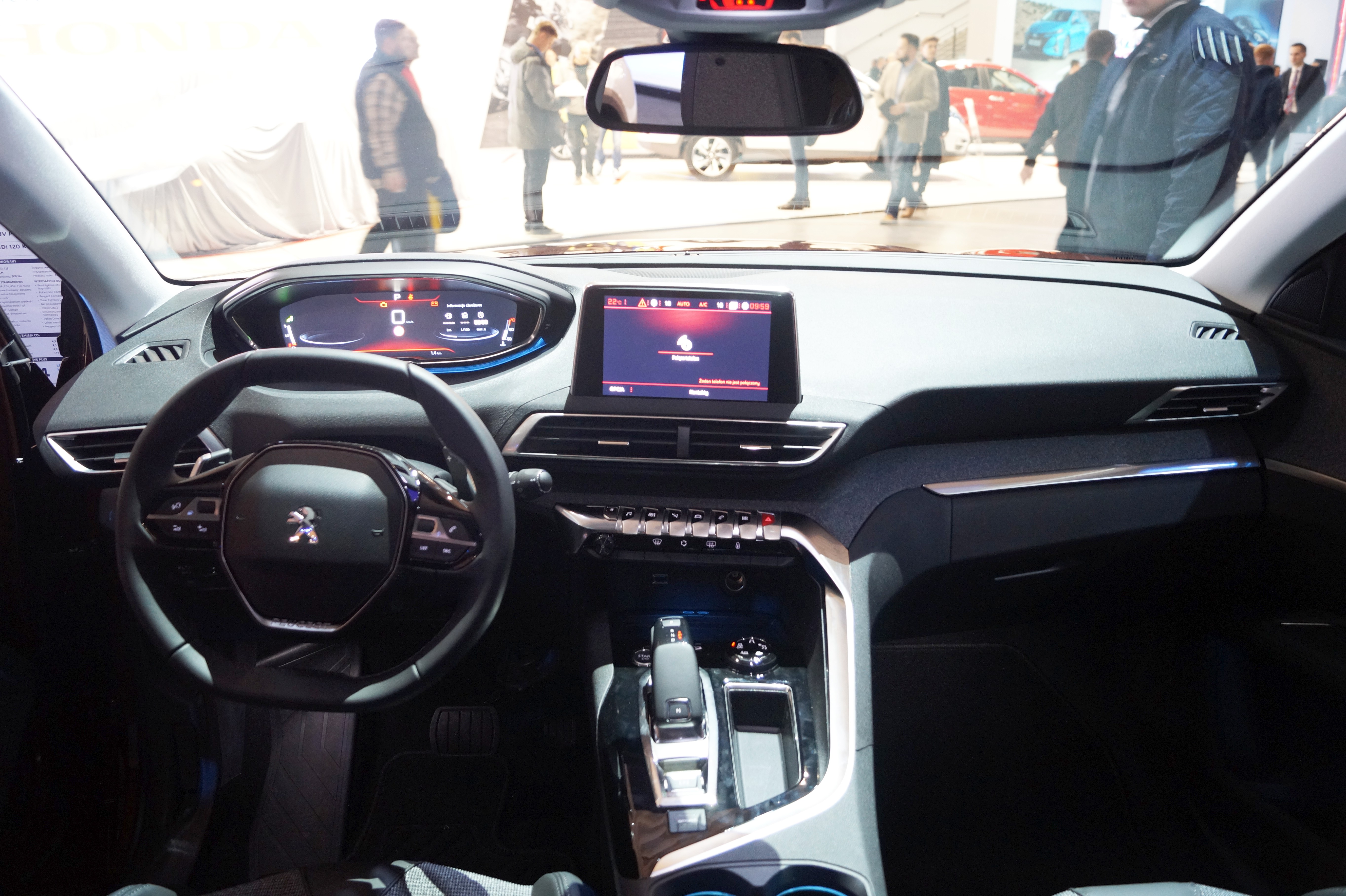
پژو ۳۰۰۸ نسل دوم، نمای داخل کابین

### فاز دوم
فاز دوم پژو ۳۰۰۸ در ۱ سپتامبر ۲۰۲۰ معرفی شد. جلوی ماشین در این فاز به سبک پژو ۲۰۸ و پژو ۵۰۸ جدید در آمده و داخل ماشین هم مدرن‌تر شده‌است. چراغ‌های عقب هم دچار بازنگری شده‌اند.

### افتخارات
پژو ۳۰۰۸ نسل دوم در مارس سال ۲۰۱۷ توانست به عنوان خودروی سال اروپا دست یابد. در این رویداد که در ژنو سوییس برگزار شد، پژو ۳۰۰۸ نسل دوم با مجموع ۳۱۹ امتیاز، در رتبهٔ نخست و عنوان دار خودروی سال ۲۰۱۷ معرفی شد. پس از آن، آلفا رومئو جولیا و مرسدس-بنز کلاس-ئی به ترتیب با ۲۹۶ و ۱۹۷ امتیاز در رده‌های دوم و سوم قرار گرفتند. این پیروزی در همان روزی که پی اس ای خرید اوپل به مبلغ ۲٫۳ میلیون دلار را نهایی کرد اتفاق افتاد و از آنجا که اوپل مدل آسترا سال قبل عنوان خودروی سال اروپا را کسب کرده بود، باعث شد جان فلیپ ایمپاراتو مدیرعامل پژو این رویداد را «اتحاد برندگان» بنامد. همچنین پژو ۳۰۰۸ نسل دوم در سال ۲۰۱۶ توسط مؤسسه CarBuyer انگلیس به عنوان خودروی سال معرفی شد و مقام بهترین اس یو وی را کسب کرد.
نسل دوم پژو ۳۰۰۸، تماماً ساخت فرانسه بوده و نشان Origine France Garantie را نیز دارا می‌باشد.

### ایمنی
پژو ۳۰۰۸ نسل دوم در اواخر سال ۲۰۱۶ در مؤسسه یورو ان‌سی‌ای‌پی مورد ارزیابی ایمنی در حین تصادف قرار گرفته‌است که توانسته ۵ ستاره از ۵ ستاره ایمنی سرنشینان در تصادفات معادل ۸۶٪ ایمنی برای سرنشینان، ۸۵٪ ایمنی کودکان، ۶۷٪ عابرین پیاده و ۵۸٪ در بخش ایمنی خودرو قبل از تصادف را کسب کند.
| نتایج تست سال ۲۰۱۶                          |     |
| امتیاز مجموع کسب شده از مؤسسه یورو ان‌سی‌ای‌پی |     |
| حفاظت از سرنشینان                           | ۸۶٪ |
| ایمنی کودک                                  | ۸۵٪ |
| حفاظت از عابر پیاده                         | ۶۷٪ |
| ایمنی فعال                                  | ۵۸٪ |

### تعداد فروش
| سال        | ۲۰۱۷    |
| تعداد فروش | ۲۲۶٬۳۲۲ |

## پژو ۳۰۰۸ داکار

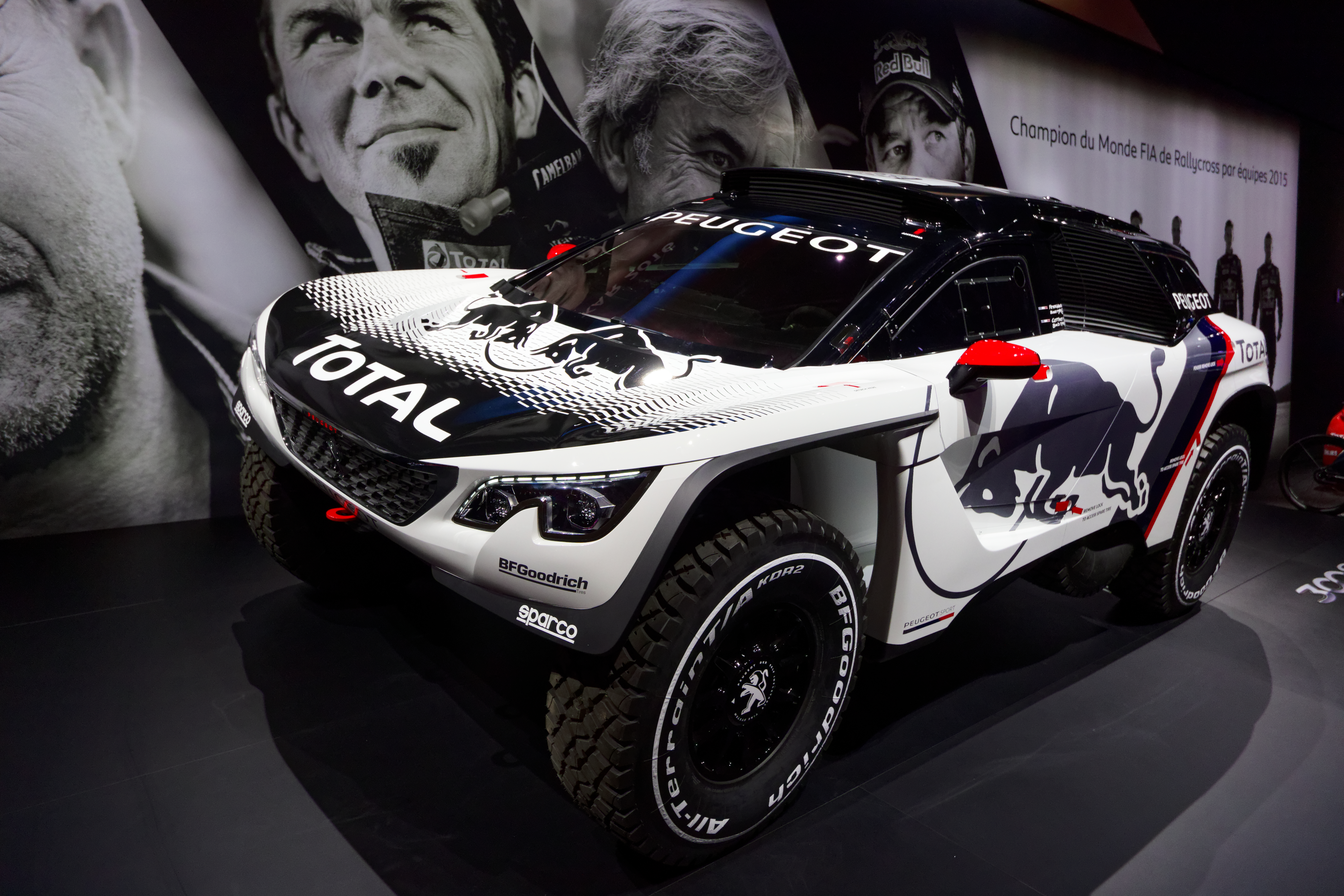
پژو ۳۰۰۸ داکار. در زمینه، تصاویر (از راست) سباستین لوب، کارلوس ساینز، سیریل دسپره و استفان پیترهانسل نمایان است

پژو ۳۰۰۸ داکار یک نسخه از پژو ۳۰۰۸ نسل دوم می‌باشد که توسط پژو اسپورت در سال ۲۰۱۶ معرفی شد و در سال ۲۰۱۷ برای اولین بار توسط تیم پژو-توتال در مسابقات رالی داکار، به عنوان جانشین پژو ۲۰۰۸ داکار مورد استفاده قرار گرفت. پژو ۳۰۰۸ داکار، علی‌رغم استفاده از تک دیفرانسیل عقب و به لطف تکنولوژی پیشرفته در تعلیق، موتور توربو دیزل ۳۵۰ اسبی و بدنه فوق سبک، توانست در همان سال مقام قهرمانی این مسابقات را به صورت قاطع برای تیم پژو به ارمغان بیاورد. در این سری از مسابقات، تیم پژو-توتال با خودروی پژو ۳۰۰۸ داکار، توانست در ۹ استیج از ۱۰ استیج مسابقات به صورت قاطعانه پیروز شود تا در نتیجه نهایی، سه جایگاه اول تا سوم را به خود اختصاص دهد تا برای اولین بار در تاریخ این مسابقات هیچ‌یک از مدعیان داکار اعم از مینی (قهرمان ۱۱ سال پیاپی رالی داکار تا سال ۲۰۱۵)، تویوتا و فولکس واگن جایی بر روی سکو نداشته باشند. تیم پژو-توتال با ۴ خودروی ۳۰۰۸ داکار در این مسابقات شرکت کرد که رانندگی این خودروها را استفان پیترهانسل، کارلوس ساینز، سباستین لوب و سیریل دسپره برعهده داشتند و در نهایت استیفان پیترهانسل با ثبت زمان ۲۸:۴۹:۳۰ توانست عنوان قهرمانی را به دست بیاورد و سباستین لوب و سیریل دسپره به ترتیب در رده‌های دوم و سوم قرار بگیرند.
|            | ۳٫۰ HDi                   | ۳٫۰ HDi        |
| ---------- | ------------------------- | -------------- |
| موتور      | ۶ سیلندر V شکل            | ۶ سیلندر V شکل |
| حجم        | ۲۹۹۲                      | ۲۹۹۲           |
| قدرت       | ۳۵۰ اسب بخار              |                |
| گشتاور     | ۸۰۰ Nm در دور ۵۰۰۰ tr/min |                |
| گیربکس     | خطی ۶ دنده                | خطی ۶ دنده     |
| نهایت سرعت | ۲۰۰                       | ۲۰۰            |
| سال تولید  | ۲۰۱۶                      |                |